# Беарнська порода
Беарнська порода (фр. Béarnaise) — порода великої рогатої худоби м'ясного напряму продуктивності. До першої половини 20 століття мала потрійний (молочно-м'ясо-робочий) напрям продуктивності. Виведена у 19 столітті на південному заході Франції. Назва породи походить від назви історичної області Беарн. Беарнська худоба є символом Беарну (корів цієї породи зображено на гербі й прапорі регіону). Племінну книгу відкрито у 1900 році, потім — у 1982 році.

## Історія

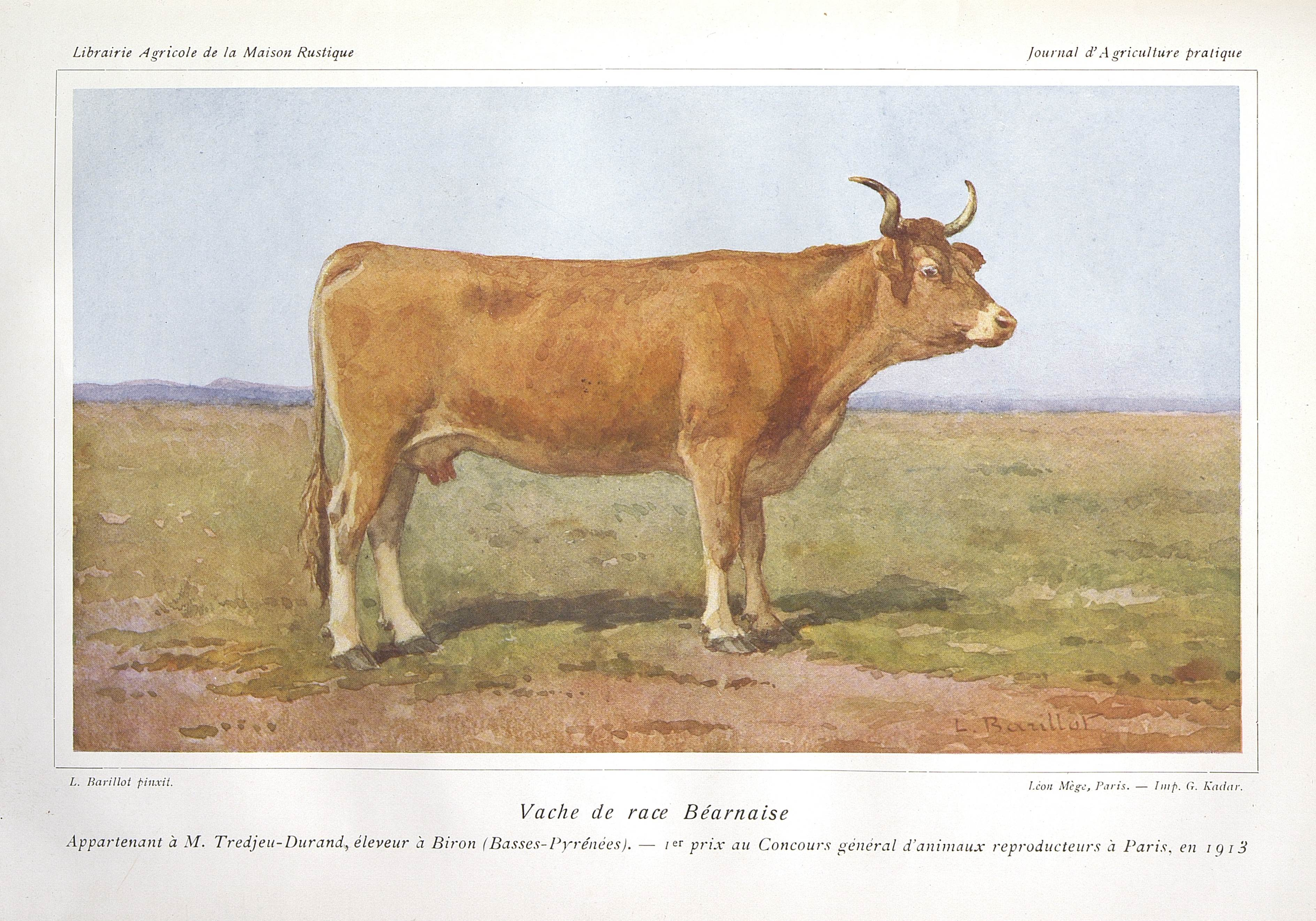
Корова беарнської породи на 1-му конкурсі сільськогосподарських тварин у Парижі в 1913 році.

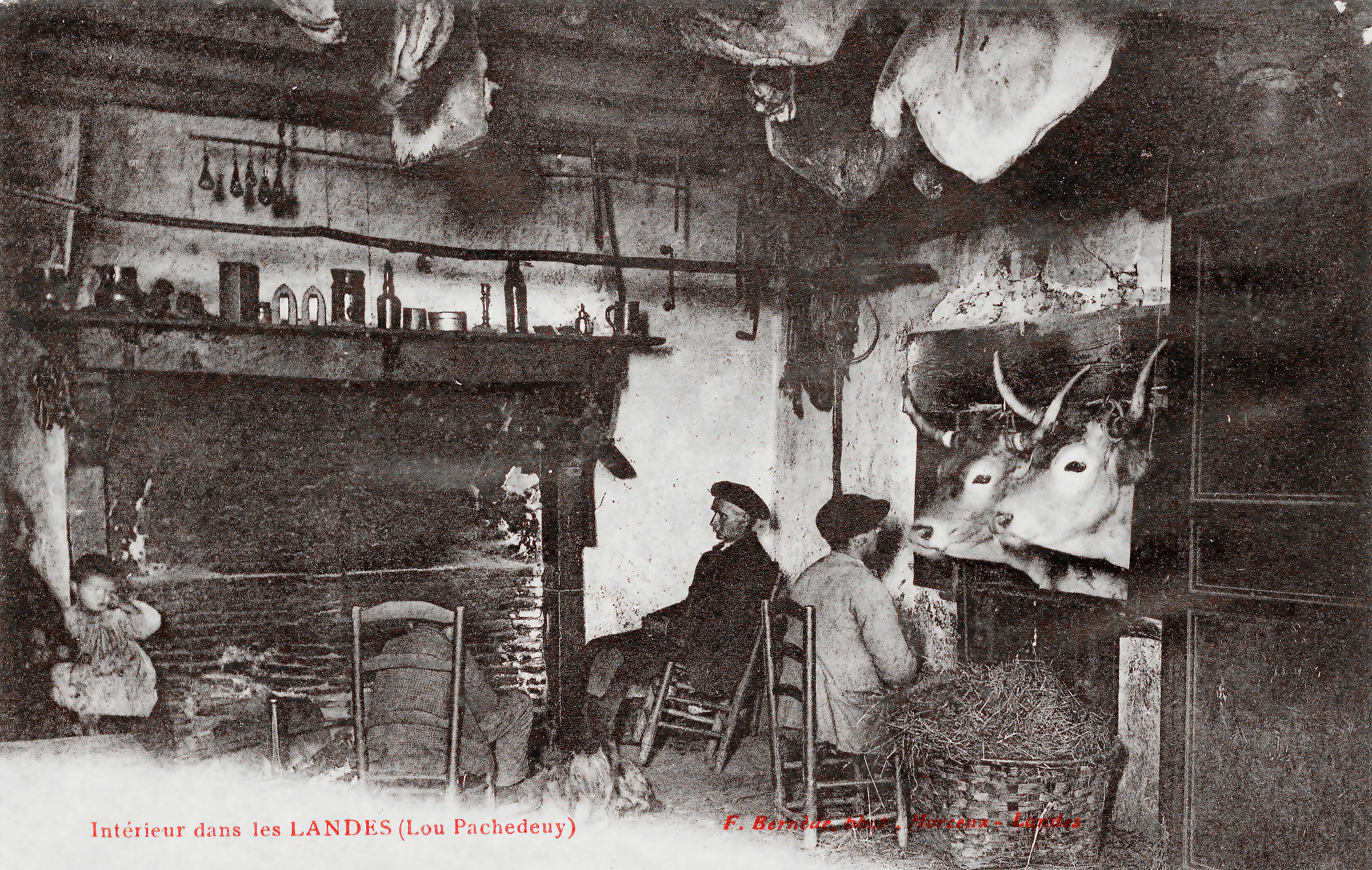
Інтер'єр гасконського будинку у Ландах. Селянин через спеціальне віконце (гаск. Arristoun) годує соломою волів беарнської породи. Листівка початку 20 століття.

Порода виведена на півдні Франції, у районах, суміжних до північних схилів Піренеїв. Перші згадки про розведення в даному регіоні худоби світлої масті, що відзначалася розмірами, силою та зграбністю, відносяться до 18 століття. Племінну книгу відкрито у 1900 році. Порода мала комбінований (м'ясо-молочно-робочий) напрям продуктивності. У першій половині 20 століття беарнську худобу було об'єднано з іншими місцевими породами світлої масті — баскійською (фр. Basquiaise) і юртською (фр. d'Urt), внаслідок чого була утворена світла піренейська порода (фр. Blonde des Pyrénées), племінну книгу якої було відкрито у 1920 році. У 1962 році методом злиття світлої піренейської породи з гароннською й кверсійською худобою було створено світлу аквітанську породу. Невеличка кількість гілки світлої піренейської худоби збереглася у долині Валле-д'Аспе (Західні Піренеї) і від неї було відновлено поголів'я породи, яка у 1978 році була перейменована на бреанську породу з відкриттям у 1982 році нової племінної книги.

## Опис
Масть тварин полова. Жива маса бугаїв становить 800—1000 кг, корів — 600 кг. Зріст бугаїв 135—140 см, корів 130—135 см. Роги ліроподібні. Худоба добре пристосована для випасу у гористих місцевостях, відома своєю витривалістю.

## Поширення
Худоба беарнської породи поширена на південному заході Франції, у Західних Піренеях. У 2014 році налічувалося кілька сотень (до 300) корів даної породи, що утримувалися у 56 фермерських господарствах.

## Виноски
1. 1 2 3 4 5  Race bovine Béarnaise. Сайт "Races de France" http://www.racesdefrance.fr. Maison Nationale des Éleveurs. septembre 2007. Архів оригіналу за 2 січня 2017. Процитовано грудень 2016. {{cite web}}: Зовнішнє посилання в |work= (довідка) [Архівовано 2 січня 2017 у Wayback Machine.] (фр.)
2. ↑  Etude de la race bovine: Béarnaise. Сайт http://www.brg.prd.fr. Bureau des Ressources Génétiques. Архівовано 7 березня 2007 року. Архів оригіналу за 7 березня 2009. Процитовано січень 2017. {{cite web}}: Зовнішнє посилання в |work= (довідка) [Архівовано 7 березня 2009 у Wayback Machine.] (фр.)
3. 1 2   Béarnaise/France. Сайт "DAD-IS" (Domestic Animal Diversity Information System) http://dad.fao.org. Food and Agriculture Organization of the United Nations. Процитовано грудень 2016. {{cite web}}: Зовнішнє посилання в |work= (довідка) (англ.)